# 110026 Hamill
110026 Hamill è un asteroide della fascia principale. Scoperto nel 2001, presenta un'orbita caratterizzata da un semiasse maggiore pari a 3,0502393 au e da un'eccentricità di 0,0505388, inclinata di 4,05564° rispetto all'eclittica.